# 希咲彩
希咲彩（1989年11月26日—），日本前AV女優。所屬事務所是シエロ（舊ディクレア）。

## 人物
- 興趣是讀書、購物、看寶塚歌劇團。
- 擅長跳芭蕾舞。
- 尊敬的AV女優是「大槻響」。
- 不喜歡喝碳酸飲料和酒。
- 和同事務所的小峰美子關係良好。
- 2016年12月起與小峰美子會不定期舉辦「あやみこ会」（希咲あや、小峰みこ）。
- 是寶塚歌劇團的彩凪翔的粉絲。

## 簡歷
- 出身於東京都。AV出道前曾當過綜藝節目的助理。
- 2010年以「芸能人 PREMIER 希咲あや」為AV出道作。
- 之後她以『企劃單體女優』的身分活躍於多家廠商。
- 於2018年引退。
- AV引退後在ロック座作為脫衣舞孃。

## 外部連結
※下面為18禁網站
- 希咲あや 公式ブログ （页面存档备份，存于） - ライブドア部落格
- 旧)希咲あや的X（前Twitter）
- 希咲あや的X（前Twitter）
- 希咲あや的Instagram帳戶
- -DMM R18
- 希咲あや動画・Vシネマ資料 （页面存档备份，存于） - DMM